# Tlephusa noctuarum
Tlephusa noctuarum là một loài ruồi trong họ Tachinidae.